# Brenne (Lebensraum)

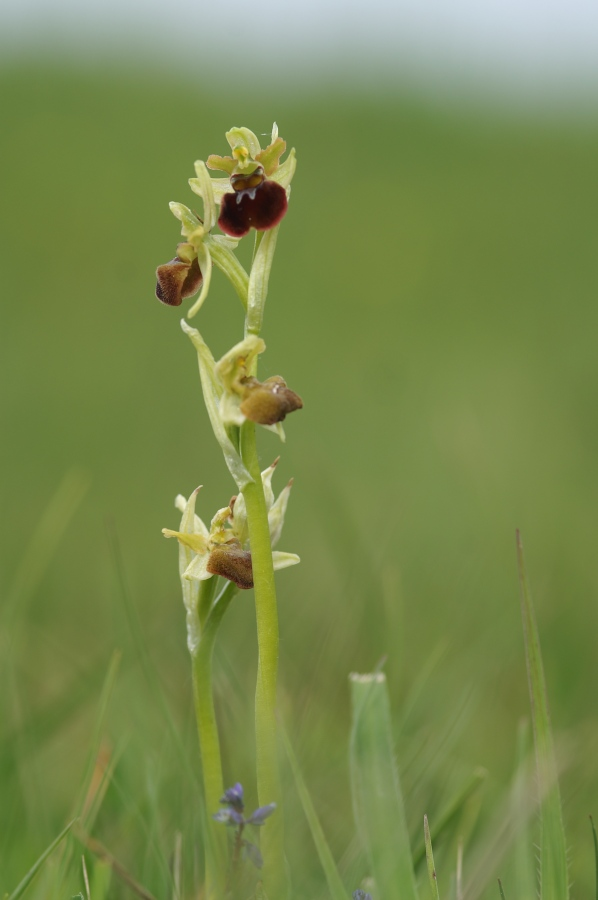
Spinnen-Ragwurz auf einer Lech-Brenne

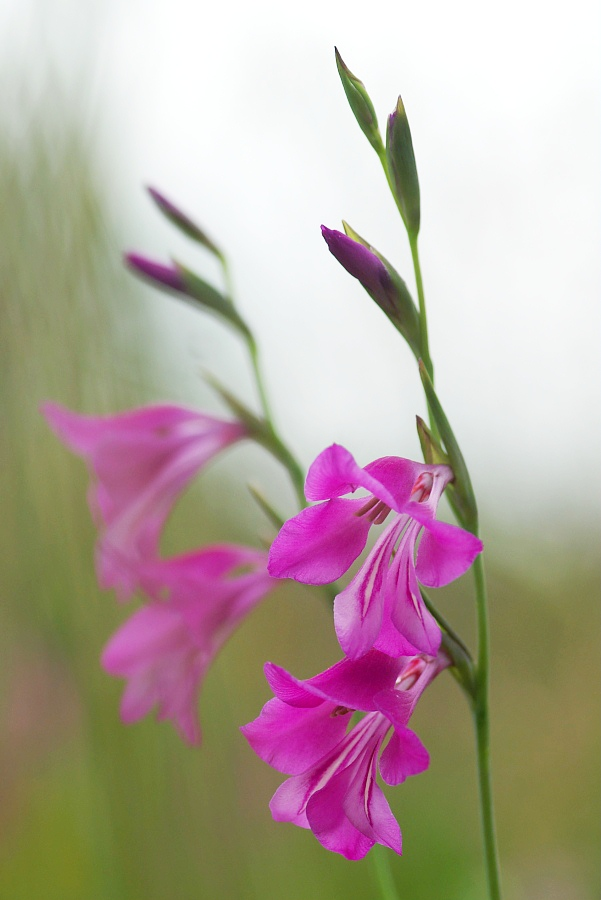
Grenzgänger Sumpfgladiole

Als Brenne wird ein kiesiger Kleinstlebensraum bezeichnet, der Eigenschaften von sehr trockenen und warmen Standorten aufweist, obwohl er natürlicherweise in einem Auwald entsteht. Durch die sonnenexponierte Lage in Verbindung mit wasserdurchlässigen Böden (Aufspülungen und Sandbänke naturnaher Flüsse und Ströme) einer Brenne werden besonders warme Mikroklimata erzeugt. In Österreich ist dieser Lebensraum-Typus als Heißlände bekannt.

## Beschreibung
Brennen finden sich meist im Einflussbereich oder direkten Umfeld eines größeren Flusses, s. a. Flussaue: Geröllmaterial, das durch den Fluss herangetragen wurde, sorgt für die Entstehung von Magerrasen und Trockenrasen. Aufkommendes Niederschlagswasser wird schnell in den Bodengrund abgeführt, der von einer nur dünnschichtigen Humusauflage bedeckt wird. Diese Humusauflage ist nicht in der Lage, größere Wassermengen zu speichern. Derartige Lebensräume sind bekannt für ihren Orchideenreichtum, insbesondere dann, wenn das Gesteinsmaterial kalkhaltig ist. 
Brennen finden wir häufig an der mittleren Donau, an der Isar und am Lech. Dort befinden sie sich meist umschlossen von Auwald- oder Kiefernheide-Flächen. Diese schirmen die Brenne von Wind und Luftzug ab, wodurch deutlich höhere Temperaturen entstehen als im Umland. Im Hochsommer werden Temperaturmaxima von bis zu 50 °C erreicht. 
Durch das ehemalige Flussprofil konnten sich zumeist Mulden, Senken und Rinnen herausbilden (-> Geschiebe). In ihnen herrschen bestimmte Mikroklima-Bereiche, die bereits wechselfeuchte, für diesen Lebensraum eigentlich untypische Bedingungen schaffen können. Luftfeuchtigkeit und durch Wind eingewehter Löss oder Humus bieten somit auch botanischen Grenzgängern Siedlungsraum.

## Lebensraum Brenne
Die Gegebenheiten der Brennen bieten vor allem spezialisierten Tier- und Pflanzenarten Rückzugsmöglichkeiten. So siedeln sich dort besonders wärmeliebende Gewächse an, welche stark gefährdet sind, darunter zahlreiche Orchideen wie Mücken-Händelwurz, Brand-Knabenkraut, Helm-Knabenkraut, Wanzen-Knabenkraut und alle Arten der mitteleuropäischen Ragwurzen. Pflanzen aus der Alpenregion nutzten die Flüsse als Flora-Brücken und haben auf den Brennen Fuß gefasst, so etwa der Stängellose Enzian oder der Frühlings-Enzian. 
Vielen Reptilien bieten die wärmebegünstigten Brennen einen idealen Lebensraum; so finden sich auf ihnen Arten wie die Zauneidechse oder die Schlingnatter.